# سیارک ۴۰۲۰
سیارک ۴۰۲۰ (به انگلیسی: 4020 Dominique، نامگذاری:1981ET38) چهار هزار و بیستمین سیارک کشف شده‌است که در ۱ مارس ۱۹۸۱ کشف شد.
قدر مطلق سیارک برابر ۱۳٫۰۰ است.